# بنیفایت
بنیفایت (به اسپانیایی: Benifallet) یک شهرستان در اسپانیا است که در استان تاراگونا واقع شده‌است.

## خصوصیات
بنیفایت ۶۲٫۴۲ کیلومترمربع مساحت و ۷۸۸ نفر جمعیت دارد و ۱۹ متر بالاتر از سطح دریا واقع شده‌است.